# Carl Franz Anton Ritter von Schreibers

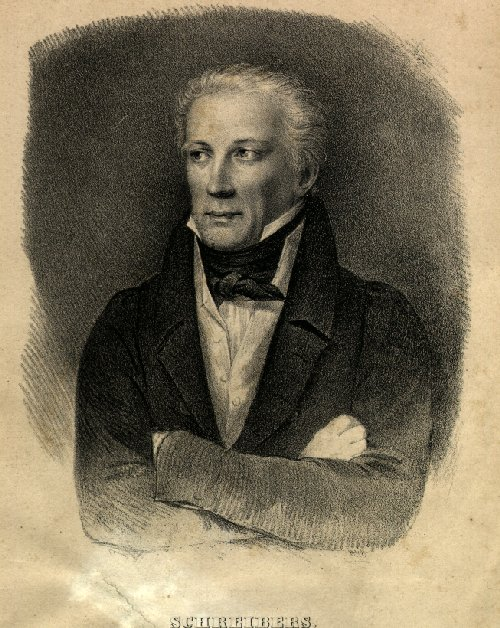
Carl Franz Anton Ritter von Schreibers

Carl Franz Anton Ritter von Schreibers (Pressburg, 15 de agosto de 1775 - Viena, 21 de maio de 1852) foi um médico e naturalista austríaco.
Mudou-se ainda jovem para Viena. Em 1798 tornou-se doutor em medicina e, em 1801, assistente de Peter Jordan, catedrático de história natural da Universidade de Viena.
Em 1806 foi indicado pelo imperador Francisco I da Áustria para a diretoria do Gabinete Imperial de História Natural, onde lecionou para a então arquiduquesa D. Maria Leopoldina de Áustria, futura imperatriz do Brasil. Foi ele o promotor e o organizador da missão austríaca, composta de numerosos naturalistas e artistas não só austríacos mas europeus de várias nacionalidades, que acompanhou a arquiduquesa ao Brasil.